# Gary Coulibaly
Gary Coulibaly, né le 30 mars 1986 à Perpignan, est un footballeur français qui évolue au poste de milieu défensif de 2005 à 2022.

## Biographie
Né à Perpignan d'un père malien et d'une mère corse, Coulibaly va faire toutes ses classes au Sporting. Après une formation agrémentée d'un titre de Champion de France des moins de 15 ans, Gary fait ses débuts en équipe première lors de la dernière journée de la saison 2004-2005, à Strasbourg, lors de la défaite qui envoie le Sporting en Ligue 2.
L'année suivante, gêné par des blessures et des suspensions, il ne joue que cinq matches mais commence à s'imposer lors de la saison 2005-2006 dans l'entrejeu corse. Malheureusement, une relation difficile avec Bernard Casoni l'empêche d'avoir plus de temps de jeu et Gary doit souvent se résoudre à jouer avec l'équipe réserve.
Malgré tout, il refuse d'être prêté à l'été 2007 au Tours FC en National, afin de prouver à l'entraîneur qu'il peut jouer en équipe première dans son club. Sa volonté ne suffira pas et il finira la saison en équipe réserve.
À l'été 2008, il résilie son contrat et s'engage avec Istres en National, avec lequel il est promu en Ligue 2.

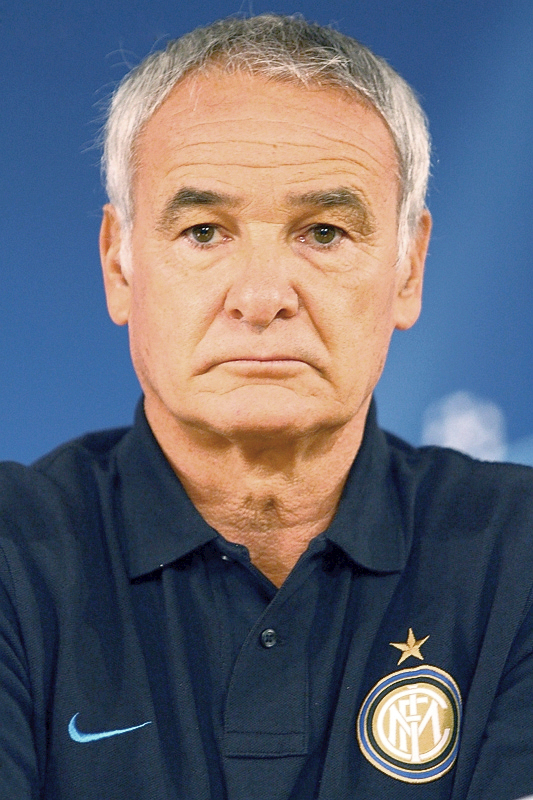
À Monaco, Coulibaly est le vice-capitaine de Claudio Ranieri.

Après trois saisons à Istres, il signe un contrat de trois ans avec l'AS Monaco le 25 août 2011.
Lors du match contre Sedan (2-2), Gary Coulibaly inscrit un but d'anthologie d'une reprise de volée dans la surface, après un corner dévié. Il est souvent associé à Nampalys Mendy dans l'entrejeu durant la première partie de saison avant de jouer avec Vladimir Koman à partir de février. Il est finalement l'un des joueurs les plus utilisés par le club de la Principauté pour sa première saison.
Lors de l'été 2012, il est désigné comme vice-capitaine du l'ASM par son nouvel entraîneur, Claudio Ranieri mais il perd sa place après l'arrivée de Mounir Obbadi en janvier 2013.
La saison suivante, lors du retour en Ligue 1, il ne dispute aucune rencontre durant la première partie de saison et résilie son contrat le 18 janvier 2014. Il s'engage quelques jours plus tard avec Laval où il ne reste que six mois.
Le 21 août 2014, il signe un contrat de deux ans avec l'AC Ajaccio.
Le 3 juillet 2015, Gary signe un contrat d'un an avec option pour une saison supplémentaire avec le club belge de Waasland-Beveren.  
En septembre 2016, il rejoint APO Levadiakos puis en aout 2017, il revient dans son club formateur, le SC Bastia. Il prend sa retraite professionnelle en 2022.

### Sélection
Le 6 juin 2009 il honore sa première sélection avec l'équipe de Corse pour une rencontre face au Congo (1-1). Depuis il a disputé chaque match de la sélection corse.
Le 26 mai 2018 il est sélectionné pour participer au premier tournoi officiel FIFA CONCACAF en Martinique avec la Corse, il y joue les deux matches contre la Guadeloupe et la Martinique en finale.

## Statistiques détaillées

### En club
| Saison     | Club             | Championnat         | Championnat | Championnat | Coupe nationale | Coupe nationale | Coupe de la Ligue | Coupe de la Ligue | Compétition(s) continentale(s) | Compétition(s) continentale(s) | Compétition(s) continentale(s) | Total | Total |
| Saison     | Club             | Division            | M.          | B.          | M.              | B.              | M.                | B.                | Comp.                          | M.                             | B.                             | M.    | B.    |
| 2004-2005  | SC Bastia        | Ligue 1             | 1           | 0           | 0               | 0               | 0                 | 0                 | -                              | -                              | -                              | 1     | 0     |
| 2005-2006  | SC Bastia        | Ligue 2             | 5           | 0           | 0               | 0               | 0                 | 0                 | -                              | -                              | -                              | 5     | 0     |
| 2006-2007  | SC Bastia        | Ligue 2             | 26          | 0           | 1               | 0               | 1                 | 0                 | -                              | -                              | -                              | 28    | 0     |
| 2007-2008  | SC Bastia        | Ligue 2             | 0           | 0           | 0               | 0               | 0                 | 0                 | -                              | -                              | -                              | 0     | 0     |
| Sous-total | Sous-total       | Sous-total          | 32          | 0           | 1               | 0               | 1                 | 0                 | -                              | 0                              | 0                              | 34    | 0     |
| 2008-2009  | FC Istres        | National            | 33          | 1           | 0               | 0               | 1                 | 0                 | -                              | -                              | -                              | 34    | 1     |
| 2009-2010  | FC Istres        | Ligue 2             | 34          | 0           | 1               | 0               | 2                 | 0                 | -                              | -                              | -                              | 37    | 0     |
| 2010-2011  | FC Istres        | Ligue 2             | 36          | 3           | 2               | 0               | 1                 | 0                 | -                              | -                              | -                              | 39    | 3     |
| 2011-2012  | FC Istres        | Ligue 2             | 4           | 2           | 0               | 0               | 2                 | 0                 | -                              | -                              | -                              | 6     | 2     |
| Sous-total | Sous-total       | Sous-total          | 107         | 6           | 3               | 0               | 6                 | 0                 | -                              | 0                              | 0                              | 116   | 6     |
| 2011-2012  | AS Monaco        | Ligue 2             | 32          | 1           | 3               | 0               | 0                 | 0                 | -                              | -                              | -                              | 35    | 1     |
| 2012-2013  | AS Monaco        | Ligue 2             | 16          | 0           | 1               | 0               | 1                 | 0                 | -                              | -                              | -                              | 18    | 0     |
| 2013-2014  | AS Monaco        | Ligue 1             | 0           | 0           | 0               | 0               | 0                 | 0                 | -                              | -                              | -                              | 0     | 0     |
| Sous-total | Sous-total       | Sous-total          | 48          | 1           | 4               | 0               | 1                 | 0                 | -                              | 0                              | 0                              | 53    | 1     |
| 2013-2014  | Stade lavallois  | Ligue 2             | 13          | 0           | 0               | 0               | 0                 | 0                 | -                              | -                              | -                              | 13    | 0     |
| Sous-total | Sous-total       | Sous-total          | 13          | 0           | 0               | 0               | 0                 | 0                 | -                              | 0                              | 0                              | 13    | 0     |
| 2014-2015  | AC Ajaccio       | Ligue 2             | 24          | 0           | 0               | 0               | 3                 | 0                 | -                              | -                              | -                              | 27    | 0     |
| Sous-total | Sous-total       | Sous-total          |             |             |                 |                 | 0                 | 0                 | -                              | 0                              | 0                              | 0     | 0     |
| 2015-2016  | Waasland-Beveren | Belgian Pro League  | 31          | 0           | 0               | 0               | 0                 | 0                 | -                              | -                              | -                              | 31    | 0     |
| Sous-total | Sous-total       | Sous-total          |             |             |                 |                 | 0                 | 0                 | -                              | 0                              | 0                              | 0     | 0     |
| 2016-2017  | APO Levadiakos   | Super League Greece | 24          | 0           | 1               | 0               | 0                 | 0                 | -                              | -                              | -                              | 25    | 0     |
| Sous-total | Sous-total       | Sous-total          |             |             |                 |                 | 0                 | 0                 | -                              | 0                              | 0                              | 0     | 0     |
| 2017-2018  | SC Bastia        | national 3          | 26          | 2           | 0               | 0               | 0                 | 0                 | -                              | -                              | -                              | 26    | 2     |
| 2018-2019  | SC Bastia        | national 2          | 25          | 0           | 5               | 0               | 0                 | 0                 | -                              | -                              | -                              | 30    | 0     |
| 2019-2020  | SC Bastia        | national 2          | 11          | 0           | 0               | 0               | 0                 | 0                 | -                              | -                              | -                              | 11    | 0     |
| 2020-2021  | SC Bastia        | National            | 1           | 0           | 0               | 0               | 0                 | 0                 | -                              | -                              | -                              | 1     | 0     |
| 2021-2022  | SC Bastia        | Ligue 2             | 1           | 0           | 1               | 0               | 0                 | 0                 | -                              | -                              | -                              | 2     | 0     |
| Sous-total | Sous-total       | Sous-total          |             |             |                 |                 | 0                 | 0                 | -                              | 0                              | 0                              | 0     | 0     |
| Sous-total | Sous-total       | Sous-total          |             |             |                 |                 | 0                 | 0                 |                                |                                |                                |       |       |

## Palmarès

### Club
| - FC Istres - Championnat de France de National - Vainqueur : 2009 |  | - AS Monaco - Championnat de France de Ligue 2 - Vainqueur : 2013 |

### Sélection
En mai 2010 il remporte la Corsica Football Cup avec la Corse.
Il est également finaliste du Tournoi des 4 qui s'est déroulé en juin 2018 en Martinique.